# Свети Иван Рилски (Бургас)
„Свети Иван Рилски“ е православна църква в Бургас, България.

## Разположение
Храмът се намира в центъра на града, в Братя Миладинови. В непосредствена близост до църквата са разположени сградата на Бургаски свободен университет, булевардите „Сан Стефано“ и „Стефан Стамболов“, улица „Александровска“ и Централната автобусна спирка.

## История
Основен дарител за построяването на църквата е видния благодетел Александър Георгиев-Коджакафалията. Храмът „Свети Йоан Рилски“ е осветен и открит тържествено на 1 април 1934 година. През 1951 година старото дървено кубе е заменено с нова камбанария, която днес се намира вляво от входа на храма. В нея са окачени четири различни по големина камбани, най-голямата от които тежи 100 kg, втората 60 kg, а другите две са по 40 kg. Иконостасът е изработен още по време на градежа на църквата. Той е висок 3 m и дълъг 11,5 m. През 1973 година, при освещаването на храма в Светия престол, в олтара е вложена частица от мощите на Свети мъченик Вакх. За изписване на иконостасните икони е избран Николай Кожухаров, участващ със седем икони.